# راكان دبدوب
راكان عبد العزيز عبد المجيد آل دبدوب المعروف بـراكان دبدوب (29 مايو، 1942 - 12 فبراير 2017 في الموصل، العراق)، نحّات، رسّام تشكيلي عراقي مبدع ورائد. 
كان حتى وفاته عضوًا في نقابة الفنانين العراقيين وجمعية التشكيليين العراقيين، تحصّل على جوائز عالمية عديدة، منها: «جائزة دانتي» خلال معرض أقامته العلاقات الثقافية الإيطالية العربية في روما عام 1962، وفي ذات العام حصل على الجائزة الثانية لمهرجان «سان فيتو رومانيو» الذي تشرف عليه بلدية روما. وقد كرّمه الرئيس العراقي صدّام حسين وحده وبشكل خاص في العام 1989 بمنحه وسام وجائزة صدام للعلوم والآداب والفنون وذلك في بغداد. أقام 36 معرضًا خاصًا به، وشارك بعشرات المعارض الفنية داخل وخارج العراق. نشأ وأقام وفضّل البقاء في مدينته الموصل طيلة مسيرة حياته، وبكل تقلّبات الحياة والأوضاع الأمنية والحروب والعمليات العسكرية التي شهدها العراق بشكل عام ومدينته الموصل ومحافظة نينوى على الوجه الخصوص، ولم يغادر الموصل حيث وافته المنيّة ووري جثمانه الثرى في المدينة الحدباء عن عمر ناهز الـ76 عامًا.

## أصل العائلة
هناك نظريات عديدة حول أصل عائلة دبدوب القاطنة في الموصل، الأرجح أنهم نزح من مدينة بيت لحم حيث يتواجد ال دبدوب وهم فرع كبير من حمولة التراجمة المسيحية، وحاؤوا إلى الموصل في القرن التاسع عشر، حيث تحولوا للإسلام فيما بعد، وهو ما يتفق مع ما توارثته العائلة عن أصولهم المسيحية وتحولهم للإسلام في القرن التاسع عشر.